# Moedergesteente (geologie)

Moedergesteente in relatie tot een aardolie- en aardgasreservoir

Een moedergesteente (Engels: source rock) is in de petroleumgeologie het gesteente dat het oorspronkelijke organisch materiaal heeft geleverd voor een aardolie- of aardgasreservoir. Het is een fijnkorrelig sedimentair gesteente (meestal schalie) dat door begraving en zodoende verhoogde druk en temperatuur olie en gas kan vormen.

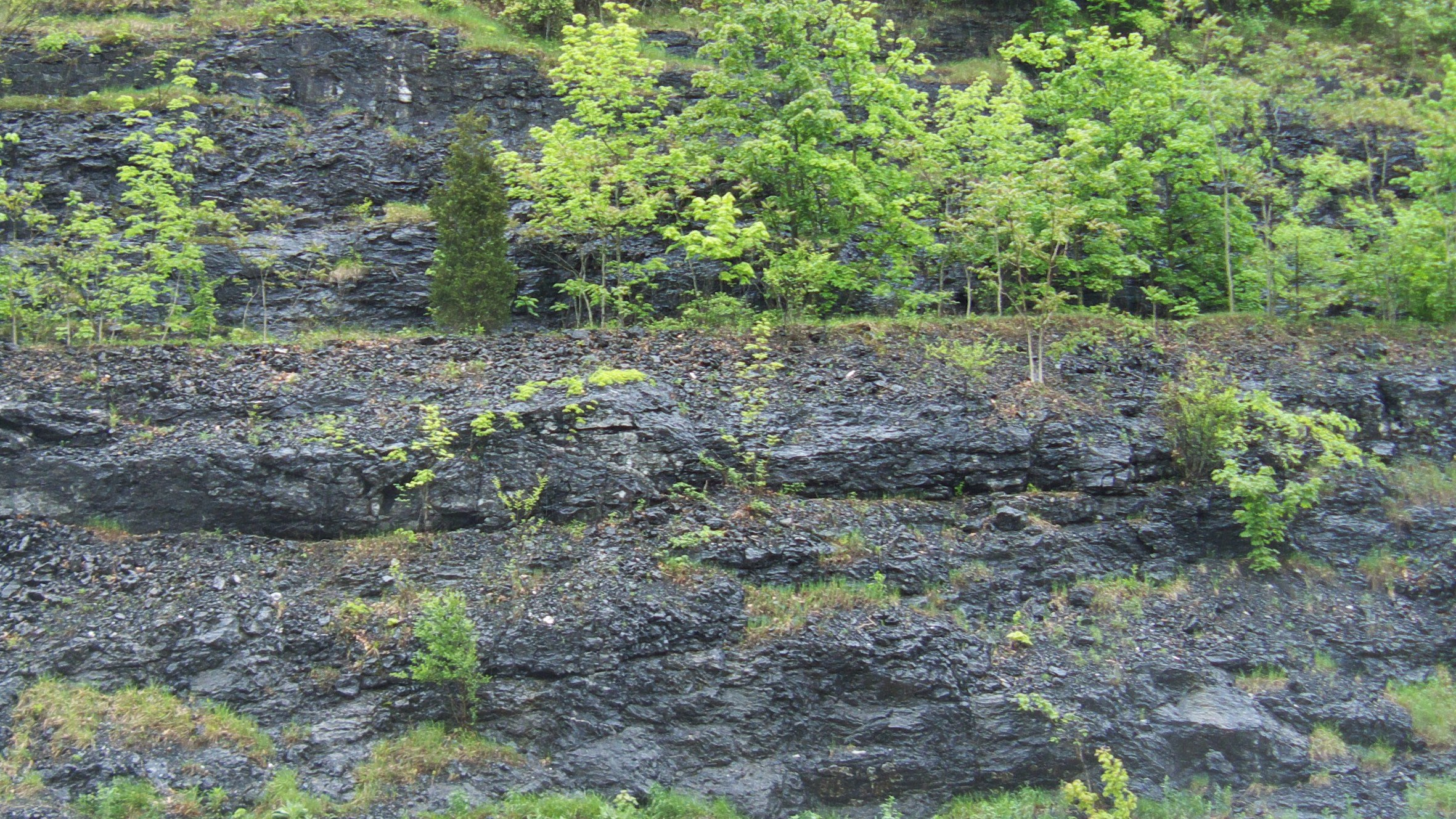
De Marcellusschalie in ontsluiting langs de Interstate 80 in Pennsylvania, Verenigde Staten is een goed voorbeeld van een moedergesteente. De donkere kleur duidt op rijkdom aan organisch materiaal dat in de ondergrond olie en gas kan vormen

Zo is bijvoorbeeld in Nederland de steenkool van de Limburg Groep het moedergesteente van het aardgasveld van Slochteren en de Posidonia Schalie is het moedergesteente van de aardolievelden in het West-Nederlands Bekken.

## Eigenschappen
Moedergesteenten zijn relatief rijk aan organisch materiaal, dat gemeten wordt in gewichtspercentages TOC (Total Organic Carbon). Gesteenten met meer dan 1% TOC worden algemeen beschouwd als moedergesteente.
Moedergesteenten zijn in het geologisch verleden afgezet in zowel mariene, fluviatiele, deltaïsche als lacustriene afzettingsmilieus.
Bepaalde perioden in de geologische geschiedenis bleken zeer gunstig voor de afzetting van grote hoeveelheden moedergesteente. Met name het Cenomanien-Turonien, het Albien-Aptien (beide Krijt), Kimmeridgien (Laat-Jura) en de Paleozoïsche tijdvakken Westfalien (steenkool in West-Europa en Noord-Amerika), Frasnien-Famennien en Siluur waren perioden waarin grote hoeveelheden moedergesteente werden afgezet. Dit was te danken aan een hoge eustatische zeespiegel waardoor grote delen van het continentaal plat met ondiepe zeeën bedekt waren.

## Schaliegas en -olie
Moedergesteenten die conventionele olie- en gasvelden hebben voorzien van koolwaterstoffen zijn sinds begin 21e eeuw ook belangrijk bij de winning van schaliegas en -olie. Bij deze non-conventionele plays blijven de koolwaterstoffen in het moedergesteente 'gevangen' door adsorptie en worden door middel van fracking geproduceerd.

## Bekende moedergesteenten
Conventioneel:
- Kimmeridge Clay-formatie - Kimmeridgien - Noordzee
- Hanifa-formatie - Jura - Saudi-Arabië
- Lagoa Feia-formatie - Albien - Brazilië
- Green River-formatie - Eoceen - Utah

Conventioneel en non-conventioneel:
- Posidoniaschalie - Jura - West-Europa
- La Luna-formatie - Cenomanien-Turonien - Colombia en Venezuela
- Bakkenschalie - Laat-Devoon - Montana en North Dakota, Verenigde Staten
- Antrimschalie - Laat-Devoon - Michigan, Verenigde Staten
- Marcellusschalie - Devoon - New York State, Verenigde Staten